# Darko Juričić
Darko Juričić (Zagreb, 28. kolovoza 1969.), hrvatski atletičar. Aktualni je hrvatski rekorder na 400m prepone i prvi hrvatski atletičar koji je u toj disciplini ostvario rezultat ispod 50 sekundi (1998.).
Natjecao se na Olimpijskim igrama 2000. u štafetnoj utrci 4 x 400 metara, a nastupio je u prednatjecanju. Na istim je Igrama nastupio i u utrci na 400 metara s preponama te završio na 59. mjestu.
Na Mediteranskim igrama 2001. je osvojio srebro u utrci na 400 metara s preponama.
Bio je član Dinamo-Zrinjevca.